# Fraunhofer-Gesellschaft

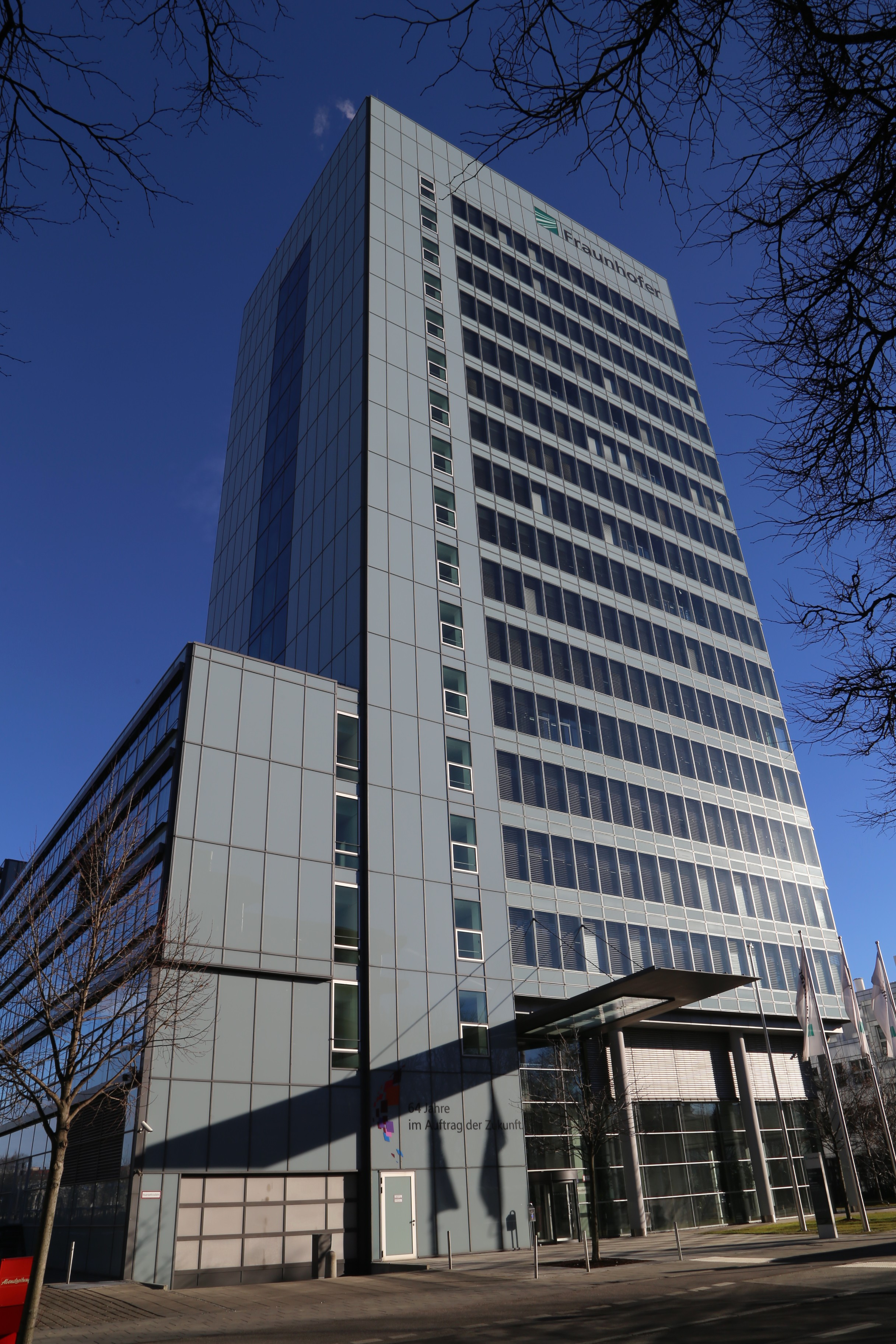
Fraunhofer-Haus in München

Die Fraunhofer-Gesellschaft zur Förderung der angewandten Forschung e. V. (kurz: Fraunhofer) ist mit rund 32.000 Mitarbeitern die größte Organisation für angewandte Forschungs- und Entwicklungsdienstleistungen in Europa. Sie stellt einen wichtigen Teil der deutschen Forschungslandschaft dar, die unter anderem aus Hochschulen, Max-Planck-Gesellschaft, Helmholtz-Gemeinschaft Deutscher Forschungszentren, Wissenschaftsgemeinschaft Gottfried Wilhelm Leibniz und der Deutschen Forschungsgemeinschaft besteht. Der Sitz ist in München.
Namensgeber ist Joseph von Fraunhofer (1787–1826). Dessen hervorragende Leistung bestand in der Verbindung von exakter wissenschaftlicher Arbeit und deren praktischer Anwendung für neue, innovative Produkte. Joseph von Fraunhofer war als Forscher, Erfinder und Unternehmer gleichermaßen erfolgreich und wurde deshalb zum Vorbild und Namenspatron des Vereins gewählt.
Vereinszweck ist die anwendungsorientierte Forschung zum unmittelbaren Nutzen für Unternehmen und zum Vorteil der Gesellschaft. Die Fraunhofer-Gesellschaft betreibt derzeit mehr als 80 Forschungseinrichtungen, davon 76 Institute, an über 40 Standorten in ganz Deutschland. Rund 30.000 Mitarbeiter, überwiegend mit natur- oder ingenieurwissenschaftlicher Ausbildung, arbeiten mit jährlichen Finanzmitteln von 2,9 Milliarden Euro. Davon sind knapp 2,5 Milliarden Euro Vertragsforschung. Über 70 % davon erwirtschaftet die Fraunhofer-Gesellschaft mit Aufträgen aus der Industrie und durch öffentlich finanzierte Forschungsprojekte. Der Rest wird von Bund und Ländern beigesteuert, auch um damit den Instituten die Möglichkeit zu geben, Vorlaufforschung zu betreiben.
Mitglieder der als gemeinnützig anerkannten Fraunhofer-Gesellschaft sind auch namhafte Unternehmen und private Förderer. Die Ressortforschung für das Bundesministerium der Verteidigung umfasst etwa 3 Prozent des Finanzvolumens der Fraunhofer-Gesellschaft.

## Fraunhofer-Modell

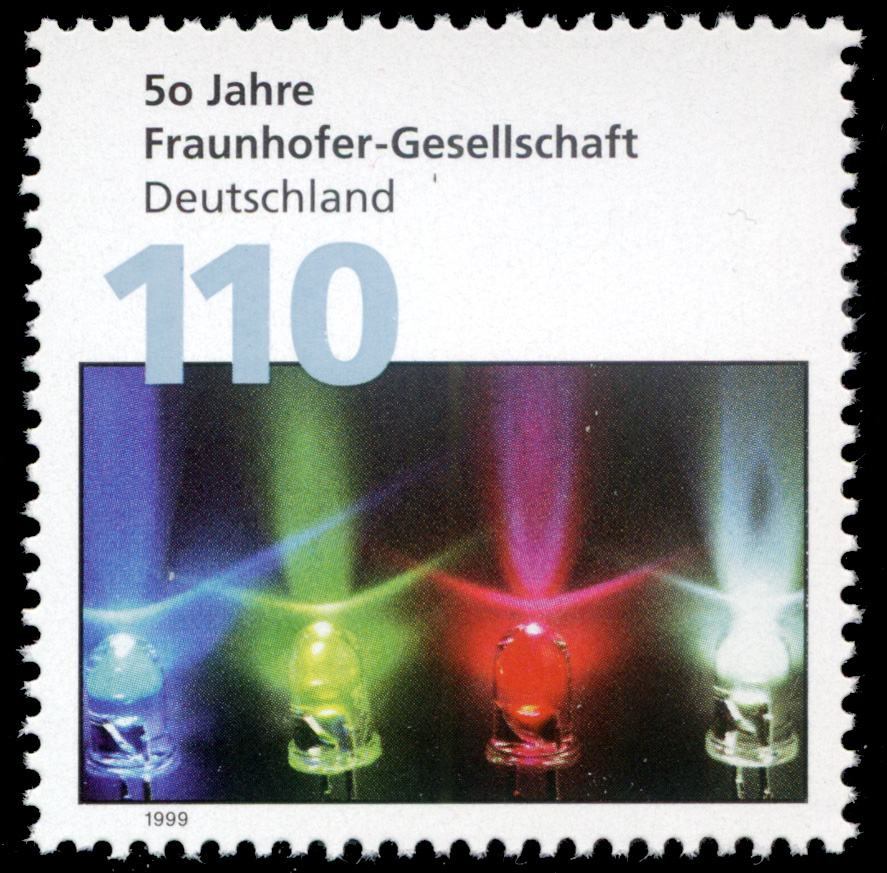
50 Jahre Fraunhofer-Gesellschaft: Deutsche Sonderbriefmarke von 1999

Rund 30 Prozent ihrer Aufwendungen erhält die Gesellschaft von Bund (90 Prozent) und Ländern (10 Prozent) als institutionelle Förderung, um Vorlaufforschung zu betreiben. Planungssicherheit durch kontinuierliche Etatsteigerungen ist mit dem Pakt für Forschung und Innovation gegeben. Die übrigen etwa 70 Prozent der Aufwendungen muss sie durch eigene Erträge decken, wobei dies sowohl Aufträge aus der Industrie als auch öffentlich finanzierte Forschungsprojekte (Bund, Länder, EU) einschließt. Dabei kommt das so genannte Fraunhofer-Modell zum Tragen: Seit 1973 bemisst sich die Höhe der Grundfinanzierung weitgehend erfolgsabhängig nach der Höhe der Wirtschaftserträge. Dieses Prinzip gilt für die Gesellschaft im Ganzen ebenso wie für die einzelnen Institute. Damit wird der politische Wille umgesetzt, die Fraunhofer-Gesellschaft zum führenden Anbieter der angewandten Forschung zu machen. Gleichzeitig erhalten die Gesellschaft und ihre Institute die Flexibilität, auf sich ändernde Rahmenbedingungen in der Wissenschaft und auf den Märkten autonom zu reagieren.
Die Institute sind rechtlich keine selbständigen Einheiten. Faktisch gewährt das Fraunhofer-Modell den Instituten dennoch einen sehr hohen Grad an Unabhängigkeit von der Münchner Zentrale. Die Institute und ihre Leiter tragen selbständig die Verantwortung für Projektergebnisse, für die eigene Bedeutung in der wissenschaftlichen Welt und vor allem für die eigene Finanzierung. Daraus ergibt sich einerseits ein hohes Maß an Eigenständigkeit in der fachlichen Schwerpunktsetzung, in der Ressourcenverteilung, in der Projektakquise und im Projektmanagement, andererseits auch ein gewisser wirtschaftlicher Druck und ein Zwang zur Kunden- und Marktorientierung. In diesem Sinne handeln die Institute und ihre Mitarbeiter unternehmerisch und verbinden im Idealfall die Forschung, die Innovation und das Unternehmerische so, dass die Orientierung am Namenspatron Joseph von Fraunhofer erfüllt wird.
Zahlreiche Innovationen in Produkten und Verfahren gehen auf Forschungs- und Entwicklungsarbeiten in Fraunhofer-Instituten zurück. Die Institute arbeiten dazu auf praktisch allen anwendungsrelevanten Technologiefeldern, so z. B. in Mikroelektronik, Informations- und Kommunikationstechnik, Life Sciences, Werkstoffforschung, Energietechnik oder Medizintechnik. Eine der bekanntesten Fraunhofer-Entwicklungen ist das Audiodatenkompressionsverfahren MP3. Im Jahr 2021 haben die Fraunhofer-Mitarbeiter 604 Erfindungen gemeldet. Davon führten 521 Erfindungen zu Patent-Anmeldungen. Im gleichen Jahr unterstützte Fraunhofer Venture 52 neue Ausgründungsprojekte, daraus gingen 30 Spin-offs aus der Fraunhofer-Gesellschaft hervor.

## Geschichte

Historisches Logo

Am 26. März 1949 erfolgte die Gründung in München durch Vertreter der Industrie und Wissenschaft, des Landes Bayern und der gerade entstehenden Bundesrepublik. An diesem Tag gab es 103 Mitglieder.
1952 erklärten das Bundeswirtschaftsministerium und der Stifterverband die Gesellschaft zur dritten Säule in der außeruniversitären deutschen Forschungslandschaft neben der Deutschen Forschungsgemeinschaft und der Max-Planck-Gesellschaft. Das Ziel der Fraunhofer-Gesellschaft, angewandte Forschung auch mit eigenen Einrichtungen zu unterstützen, blieb aber lange umstritten.
Ab 1954 entstanden die ersten eigenen Institute, ab 1956 auch solche im Bereich des Verteidigungsministeriums. 1959 verfügte die Fraunhofer-Gesellschaft über neun eigene Institute mit 135 Mitarbeitern und einem Finanzvolumen von 3,6 Millionen Mark (ca. 6,6 Millionen Euro 2013).
1955 begann die Patentstelle für die Deutsche Forschung ihre Arbeit.
1965 empfahl der Wissenschaftsrat den allgemeinen Ausbau der außeruniversitären Forschungseinrichtungen und insbesondere der Fraunhofer-Gesellschaft als Trägerorganisation der angewandten Forschung. 1968 geriet die Fraunhofer-Gesellschaft wegen der von ihr betriebenen militärischen Forschung in die öffentliche Kritik.
1969 arbeiteten mehr als 1200 Mitarbeiter in 19 Instituten und der Zentralverwaltung. Das Budget der Fraunhofer-Gesellschaft lag bei 33 Millionen Mark. Eine „Kommission zur Förderung des Ausbaus der Fraunhofer-Gesellschaft“ plante die weitere Entwicklung. Sie entwickelte das später sogenannte Fraunhofer-Modell, das die Grundfinanzierung der Fraunhofer-Gesellschaft von ihrem Erfolg bei der Akquisition von Forschungsaufträgen abhängig macht.
1973 wurde das „Fraunhofer-Modell“ vom Bundeskabinett und der Bund-Länder-Kommission verabschiedet. Im selben Jahr zogen Vorstand und Zentralverwaltung in der Leonrodstraße 54 in München in ein gemeinsames Gebäude. Das Fraunhofer-Programm zur Förderung der Vertragsforschung für kleinere und mittlere Unternehmen lief an und gewann in den Folgejahren immer mehr an Bedeutung. Forschungs- und Verteidigungsministerium teilten sich 1977 die politische Verantwortung für die Fraunhofer-Gesellschaft. Bund und Länder teilten die Förderung im Bereich der zivilen Forschung im Verhältnis 9 zu 1 auf.
1984 hatte die Fraunhofer-Gesellschaft 3500 Mitarbeiter in 33 Instituten mit einem Forschungsvolumen von 360 Millionen Mark. 1988 lag der Anteil der Verteidigungsforschung am gesamten Aufwand der Fraunhofer-Gesellschaft noch bei nur 10 Prozent. 1989 hatte die Fraunhofer-Gesellschaft dann fast 6400 Mitarbeiter in 37 Instituten mit einem Gesamtvolumen von 700 Millionen Mark im Jahr.

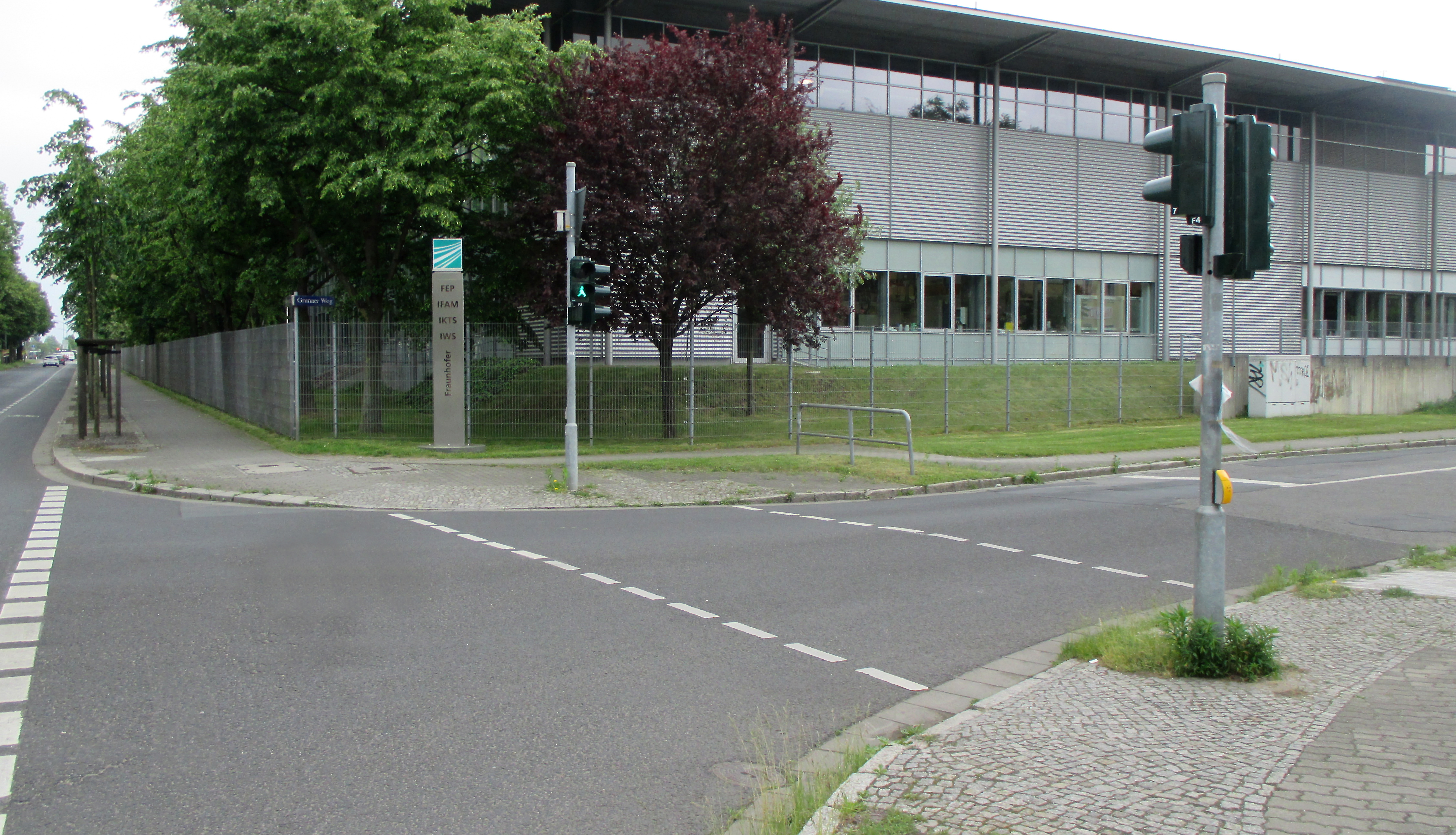
Fraunhofer – Dresden

1991 wurden nach der Deutschen Wiedervereinigung zahlreiche Forschungseinrichtungen der ehemaligen DDR als befristete Einrichtungen oder als Außenstellen bereits existierender Institute in die Fraunhofer-Gesellschaft integriert.
Ebenfalls ab den 90er Jahren fand eine sukzessive und strategische internationale Erweiterung der Fraunhofer-Aktivitäten statt. Mit ersten ausländischen Tochtereinrichtungen sowie Representative Offices, insbesondere in Brüssel, USA sowie Asien wurde gezielt ein internationales Netzwerk aufgebaut, das durch Kooperation mit den besten der Welt auch national sowie im europäischen Verbund die Problemlösungskapazitäten für die Kernklientel stärkte. Zunehmend nahm auch die zentrale Abteilung International Business Development eine koordinierende und bündelnde Funktion wahr.
1993 überschritt die Gesellschaft ein Gesamtfinanzvolumen von einer Milliarde Mark. Das von ihr vorgelegte „Leitbild 2000“ definiert die Gesellschaft als markt- und kundenorientierte, national und international aktive Trägerorganisation für Institute der angewandten Forschung.
Von 2000 bis 2001 wurden auf Initiative des Bundesministeriums für Bildung und Forschung die GMD-Forschungszentrum Informationstechnik GmbH und die Fraunhofer-Gesellschaft fusioniert.
Im Jahr 2000 gelang ein besonderer Erfolg am Institut für Integrierte Schaltungen (IIS) in Erlangen: MP3, das heute weltweit verbreitete Verfahren zur Kodierung und Komprimierung von Musikdaten, stieg zum meistbenutzten Codec für Audiodateien auf und machte Fraunhofer weltweit auch außerhalb des Forschungsbereichs bekannt.
Nach zweijähriger Pilotphase wurde 2001 Fraunhofer Venture als Abteilung in der Zentrale der Fraunhofer-Gesellschaft in München etabliert. Sie ist dort für das Ausgründungs- und Beteiligungsprogramm zuständig.
2002 wurde das Heinrich-Hertz-Institut für Nachrichtentechnik Berlin GmbH aus der Wissenschaftsgemeinschaft Gottfried Wilhelm Leibniz e. V. in die Fraunhofer-Gesellschaft überführt. Mit dieser Integration überschritt die Fraunhofer-Gesellschaft erstmals die Grenze von 1 Milliarde Euro Finanzvolumen.
2003 bezog der Verein ein eigenes Hochhaus im Stadtteil Sendling-Westpark in München. In einem Unternehmensleitbild werden die grundsätzlichen Ziele zusammengefasst wie die „Mission“ und in den „Werten und Leitlinien“ die angestrebte Unternehmenskultur beschrieben. Damit soll den Mitarbeitern eine bessere Möglichkeit gegeben werden, sich mit dem Unternehmen zu identifizieren und das eigene kreative Potential freizusetzen.
2004 erhielt die bisherige Fraunhofer-Arbeitsgruppe für elektronische Medientechnologie am Institut für Integrierte Schaltungen (IIS) den Status eines selbstständigen Instituts. Sie wurde zum Institut für Digitale Medientechnologie (IDMT). Neue Allianzen und Themenverbünde helfen dabei, die Marktpräsenz der Fraunhofer-Institute in bestimmten Kompetenzbereichen zu verstärken.
2005 entstanden in Leipzig das Institut für Zelltherapie und Immunologie (IZI) und das Center Nanoelektronische Technologien (CNT) in Dresden. 2006 wurde in Leipzig das Fraunhofer-Zentrum Mittel- und Osteuropa MOEZ gegründet.
2006 wurden die Aktivitäten der Fraunhofer-Gesellschaft im Bereich der wissenschaftlichen Weiterbildung in der Fraunhofer Academy gebündelt. Die Geschäftsstelle befindet sich in München. Die Fraunhofer Academy bietet Weiterbildung für Fach- und Führungskräfte aus der Wirtschaft.
2007 wurde in Portugal das Fraunhofer-Forschungszentrum für Assistierende Informations- und Kommunikationsumgebungen gegründet.
Dieses ist jetzt als Fraunhofer Portugal Research Center for Assistive Information and Communication Solutions (FhP-AICOS) das erste Institut des 2008 gegründeten portugiesischen Ablegers der Fraunhofer-Gesellschaft Associação Fraunhofer Portugal Research.
2008 wurde mit der Fraunhofer Austria Research GmbH eine weitere Tochtergesellschaft in Europa gegründet; Sitz ist Wien. Fraunhofer Austria umfasst mit Stand Dezember 2020 sechs Geschäftsbereiche und Innovationszentren: Advanced Industrial Management, Fabrikplanung und Produktionsmanagement und Logistik- und Supply Chain Management in Kooperation mit der Technischen Universität Wien, Visual Computing in Kooperation mit der Technischen Universität Graz, Digitale Transformation der Industrie in Wattens (Gründerzentrum Werkstätte Wattens) und Digitalisierung und Künstliche Intelligenz – KI4LIFE in Kooperation mit der Universität Klagenfurt.
Zum 1. Januar 2009 wurde die MeVis Research GmbH, Bremen als Fraunhofer-Institut für Bildgestützte Medizin MEVIS in die Fraunhofer-Gesellschaft aufgenommen.
In Bremerhaven wurde zum gleichen Datum aus der Fraunhofer-Einrichtung CWMT ein eigenständiges Institut, das im Laufe des Jahres 2009 mit dem Institut für Solare Energieversorgungstechnik (ISET) zum neuen Institut für Windenergie und Energiesystemtechnik (IWES) zusammengeführt wurde. Am 17. August 2009 wurden die drei wehrtechnischen Institute der FGAN Fraunhofer-Institute.
2011 wurde mit dem Modell „Fraunhofer-Anwendungszentrum“ die Kooperation mit ausgewählten forschungsstarken Fachhochschulen begonnen. Die deutschlandweit erste Einrichtung dieser Art ist das Institut für Optronik, Systemtechnik und Bildauswertung (IOSB-INA) in Kooperation mit dem Institut für industrielle Informationstechnik (inIT) der Technischen Hochschule Ostwestfalen-Lippe in Lemgo, Nordrhein-Westfalen.
2012 wurde die Zusammenarbeit mit Fachhochschulen weiter ausgebaut. Es entstanden im Sommer zwei neue Fraunhofer-Anwendungszentren.
Durch eine Kooperation zwischen dem Braunschweiger Institut für Holzforschung (WKI) und der Hochschule Hannover (ehem. Fachhochschule Hannover) wurde das Fraunhofer-Anwendungszentrum für Holzfaserforschung HOFZET im Sommer gegründet. Zur gleichen Zeit wurde durch das ebenfalls in Braunschweig ansässigen Institut für Schicht- und Oberflächentechnik (IST) und die HAWK Göttingen das Anwendungszentrum für Plasma und Photonik gegründet.
2016 wurde die Arbeit an der Fraunhofer-Einrichtung für Gießerei-, Composite- und Verarbeitungstechnik (IGCV) in Augsburg und Garching b. München aufgenommen, das Anfang des Jahres 2020 zum Institut wurde.
Am 1. Januar 2017 wurde in Ostwestfalen-Lippe das Institut für Entwurfstechnik Mechatronik (IEM) gegründet. Es startete 2011 als Projektgruppe, angelehnt an das Institut für Produktionstechnologie (IPT). Nach mehr als 20 Jahren wurde damit in Nordrhein-Westfalen wieder ein neues Fraunhofer-Institut eröffnet.

## Vorgänge um den Vorstand seit 2022
Der Bundesrechnungshof stellte schon im Jahre 2008 ein nicht ordnungsgemäßes Reiseverhalten von Vorstandsmitgliedern fest. Eine erneute Prüfung im Jahre 2016 zeigte, dass bei Vorstandsreisen Vorgaben des Bundesreisekostengesetzes regelmäßig außer Acht gelassen wurden. Insbesondere wurde angemahnt, dass es Überschreitungen der Obergrenzen für das Übernachtungsgeld um bis zu 450 % gab. Außerdem gab es zahlreiche Unregelmäßigkeiten bei den Repräsentationsausgaben und der Dienstwagennutzung. Angemahnt wurde auch die ungenügende Kontrollfunktion durch das Bundesministerium für Bildung und Forschung und die Behinderung der Arbeit des Bundesrechnungshofes durch das Ministerium. Nach einer Überprüfung von Reisekosten der Lebenspartner der Vorstände durch die Innenrevision der Fraunhofer-Gesellschaft im September 2021 zahlte ein Vorstandsmitglied rund 3.500 € aus eigenen Mitteln zurück.
Bis 2022 verließen viele Führungskräfte den Vorstand, häufig „aus persönlichen Gründen“ beziehungsweise „einvernehmlich“, so zum Beispiel kurz hintereinander die Vorstände für Technologiemarketing und Geschäftsmodelle Alexander Verl (August 2015), Georg Rosenfeld und Ralf B. Wehrspohn (März 2021), sowie der Vorstand für Finanzen und Controlling Andreas Meuer (April 2022) und der Direktor Kommunikation Janis Eitner (Dezember 2021).
Im Oktober 2022 gab Präsident Reimund Neugebauer bekannt, dass er am 30. September 2023 vorzeitig von seinem Amt zurücktreten werde. Nach der Aufhebung des Vertrags mit Neugebauer, der sein Amt dann schon am 25. Mai 2023 einvernehmlich niederlegte, gab es weitere Untersuchungen. Auf einer Sondersitzung des Senats am 1. September 2023 wurde beschlossen, das Vorstandsmitglied Alexander Kurz mit sofortiger Wirkung abzuberufen. Außerdem beschloss der Senat, Schadenersatzansprüche gegen Neugebauer und Kurz zu prüfen, gegebenenfalls geltend zu machen, und falls nötig auch gerichtlich durchzusetzen.

## Fraunhofer-Institute und Einrichtungen
Die Gesellschaft besteht aus mehr als 80 Forschungseinrichtungen, darunter 74 Institute.

## Präsidenten
- 1949–1951: Walther Gerlach (1889–1979)[6]
- 1951–1955: Wilhelm Roelen (1889–1958)[6]
- 1955–1964: Hermann von Siemens[6]
- 1964–1968: Franz Kollmann[6]
- 1968–1974: Otto Mohr[19]
- 1974–1983: Heinz Keller (1917–2014)[6]
- 1983–1993: Max Syrbe (1929–2011)[6]
- 1993–2002: Hans-Jürgen Warnecke (1934–2019)[6]
- 2002–2012: Hans-Jörg Bullinger (* 1944)[6]
- 2012–2023: Reimund Neugebauer (* 1953)[20]
- Seit 2023: Holger Hanselka (* 1961)[21][22][23]

## Weiteres
2007 stellte die Fraunhofer-Gesellschaft nach strukturellen Veränderungen und der Novellierung des Gesetzes über Arbeitnehmererfindungen nach 52 Jahren die Arbeit der Patentstelle für die Deutsche Forschung ein.
Seit 2019 ist die Fraunhofer-Gesellschaft Mitglied von bloxberg, einer internationalen Blockchain für die Wissenschaft. Die Open Access Platform Saira, die einem schnellen Austausch von Forschungsdaten zum Thema COVID-19 sowie deren Veröffentlichung dienen soll, wurde an die bloxberg-Infrastruktur angeschlossen. Dadurch soll Sicherheit, Authentizität sowie die Nachvollziehbarkeit aller Informationen gesichert werden.
Seit 2020 bietet die Fraunhofer-Gesellschaft ein eigenes Portal für die Vergabe von öffentlichen Aufträgen an. Darüber wird ein großer Teil der Ausschreibungen der einzelnen Institute abgewickelt.
Seit 2023 verfügt die Fraunhofer-Gesellschaft mit der Match-Making-Plattform Fraunhofer Match über eine eigene digitale Plattform, die für Unternehmen und Organisationen mit technologischen Herausforderungen schnell und unkompliziert passende Forschungspartner aus der gesamten Fraunhofer-Welt vermittelt.